# Un bacio e un ceffone
Un bacio e un ceffone (Der Bettelstudent) è un film del 1931 diretto da Victor Janson.

## Produzione
Il film fu prodotto dalla Aafa-Film AG (Berlin).

## Distribuzione
Distribuito dalla Aafa-Film AG, uscì nelle sale cinematografiche tedesche il 3 febbraio 1931 con il titolo originale Der Bettelstudent.